# ليزلي إيرفاين
ليزلي إيرفاين (بالإنجليزية: Leslie Irvine)‏ هو لاعب كرة قدم وحكم كرة قدم بريطاني، ولد في 23 يونيو 1958 في ديري في أيرلندا الشمالية.

## روابط خارجية
- ليزلي إيرفاين على موقع Soccerway.com (الإنجليزية)